# Assyrisk-syrianska folkmordet

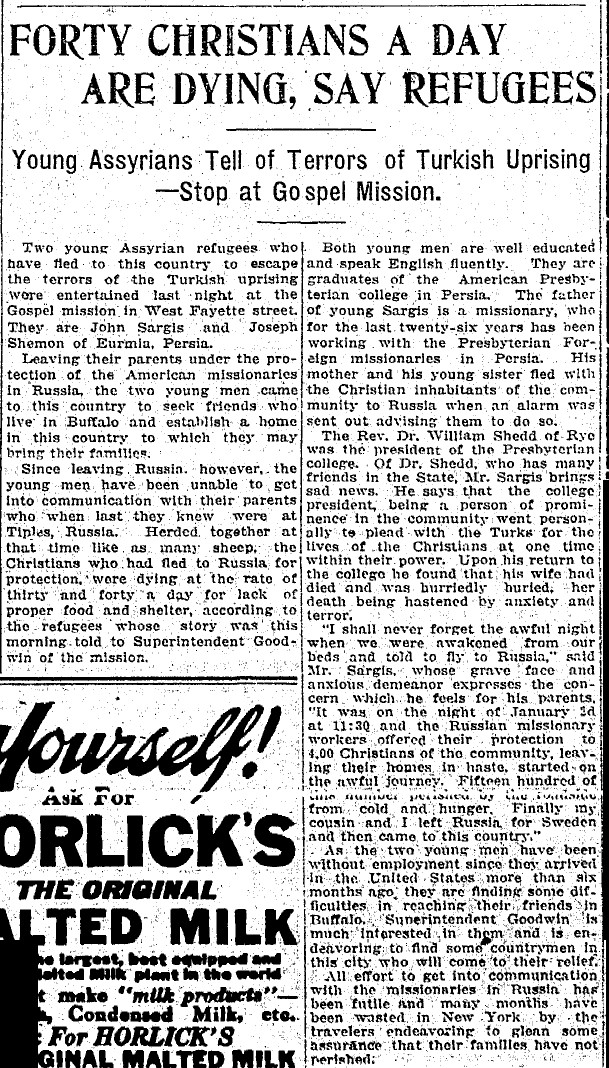
"40 kristna dör per dag, säger en assyrisk flykting" (The Syracuse Herald, 1915).

The Washington Post och andra ledande nyhetstidningar i väst rapporterade om folkmordet medan det pågick.

Artikel från The New York Times, 27 mars 1915.

Assyrisk-syrianska folkmordet (även kallat Sayfo, Seyfo eller ܣܰܝܦܳܐ; turkiska: Süryani Soykırımı) drabbade åren 1915–1925 assyrier/syrianer. Det var del av de omfattande folkrensningar och folkmord som berörde ett antal folk inom Osmanska riket årtiondena kring förra sekelskiftet. Vid folkmordet utplånades uppskattningsvis 75–95 procent av folkgruppen assyrier/syrianer. Andra drabbade folk var armenier och greker. 
Sveriges riksdag röstade 2010 för att Sverige ska erkänna händelserna som folkmord, men ingen svensk regering sedan dess har fullföljt riksdagens beslut om att erkänna det som folkmord. Turkiet förnekar att det var ett folkmord enligt Folkmordets historia. I Grekland är det sedan den 9 september 2014 olagligt att förneka dessa folkmord. Den 7 augusti har utsetts till en minnesdag för assyrier/syrianernas martyrer.

## Historik

### Bakgrund
Antalet folkmordsepisoder som totalt drabbade assyrier/syrianer uppskattas till över 30. Under 1800-talet mördades hundratusentals i det Osmanska riket, varav över 100 000 under Armeniska massakrerna 1894–1896. Simo Parpola beräknar att förföljelserna samt alla massakrer – däribland Seyfo – på assyrier/syrianer minskat deras antal från uppskattningsvis 20 miljoner i antika tider till färre än två miljoner i januari 2004.

### Förlopp
Folkmordet under perioden 1914–1925 var del av det Osmanska rikets olika folkrensningar på olika minoriteter. Folkmordet, som utplånade 75–90 % av folkgruppen assyrier/syrianer, ägde främst rum i sydöstra Turkiet, men även i nordvästra Iran. Folkmordet kallas i folkmun för Seyfo, vilket betyder "svärd".
Enligt vissa forskare dog uppemot cirka 750 000 civila på grund av det systematiska dödandet, som beordrades och genomfördes av osmanska staten, kurdiska styrkor och trupper och avdelningar inom de reguljära osmanska militär- och polismakterna som utförde folkmordet tillsammans. Många av det assyriska/syrianska offren bodde i gränsområden och byar, vilket gör forskningen mycket svårare kring dessa. Armenierna var mer välorganiserade genom sin status som millet, vilket underlättat forskningen kring antalet döda och fördrivna armenier.

### Ögonvittnesrapporter
Citat från tyska missionärer i Urmia:
There was absolutely no human power to protect these unhappy people from the savage onslaught of the invading hostile forces. It was an awful situation. At midnight the terrible exodus began; a concourse of 25,000 men, women, and children, Assyrians and Armenians, leaving cattle in the stables, all their household hoods and all the supply of food for winter, hurried, panic-stricken, on a long and painful journey to the Russian border, enduring the intense privations of a foot journey in the snow and mud, without any kind of preparation…  It was a dreadful sight,… many of the old people and children died along the way."
The latest news is that four thousand Assyrians and one hundred Armenians have died of disease alone, at the mission, within the last five months.  All villages in the surrounding district with two or three exceptions have been plundered and burnt; twenty thousand Christians have been slaughtered in Armenia and its environs. In Haftewan, a village of Salmas, 750 corpses without heads have been recovered from the wells and cisterns alone. Why? Because the commanding officer had put a price on every Christian head…  In Dilman crowds of Christians were thrown into prison and driven to accept Islam."

| ”                  | Inget folk i de krigförande staterna 1914-1918 kunde undfly världskrigets fasor, men det fanns ingen nation som i likhet med assyrierna förlorade två tredjedelar av sitt folk. | „ |
| – Sir Henry Dobbs. | |   |

### Skillnader mot det armeniska folkmordet
Assyrierna/syrianerna mördades i sina byar, till skillnad från armenierna som mestadels mördades under långa dödsmarscher. En annan skillnad är att under folkmordet på armenierna, så gjordes allt som var möjligt för att göra saken känd i världen, medan folkmordet på assyrier/syrianer iakttogs med största möjliga försiktighet, i syfte att dölja det.

## Forskning och erkännanden

### Senare års debatt
Orhan Pamuks roman Snö (2002) sporrade år 2005 en debatt om den turkiska nationens historia. I romanen finns det otaliga dolda referenser till just folkmordet på kristna. Till exempel berättas det om hur huvudpersonen vandrar bland övergivna kyrkor och frågar sig hur det kommer sig att de står tomma. För sin roman har Orhan blivit tilldelad tyska bokhandelns fredspris och Nobelpriset i litteratur, men har samtidigt åtalats i Turkiet för förräderi mot den turkiska staten.
Med David Gaunts nya bok om folkmordet, utgiven 2006, har det fått ett "akademiskt genombrott". Boken, som är en omfattande akademisk redogörelse kring händelserna vid 1915-1916, stärker bilden av att folkmordet på assyrier/syrianer, armenier och greker var en systematisk och medveten plan att rensa ut de kristna från området. Forskningen bevisar hur nästan 90 % av den kristna befolkningen i det Osmanska riket eliminerades. I boken finns även detaljerade beskrivningar av händelserna i olika byar med en syrisk-ortodox kristen befolkning. Ingen förnuftig människa som läser denna bok kan påstå att inget hände 1915 har David Gaunt sagt.
Den 9 oktober 2006 visades ett program i den holländska kanalen Nederland 2 om folkmordet. Programmet gjordes i samarbete med Seyfo Centre i Holland och folkmordsforskaren Sabri Atman och heter "Assyriche Genocide Seyfo 1915".

### Internationella erkännanden
Armenien blev det andra landet att erkänna folkmordet på assyrier/syrianer/kaldéer den 23 mars 2015.
Nederländerna blev det tredje landet att erkänna folkmordet på assyrier/syrianer/kaldéer den 9 april 2015.
Sveriges riksdag fattade beslut om att erkänna det assyriska/syrianska folkmordet den 11 mars 2010, och Sverige kunde därmed bli det första land någonsin att officiellt erkänna folkmordet. Riksdagens beslut har dock inte följts upp av ett erkännande från den svenska regeringen.
Tjeckien erkände folkmordet på assyrier/syrianer/kaldéer den 14 april 2015.
Tysklands president erkände folkmordet på assyrier/syrianer/kaldéer den 23 april 2015. Tyska förbundsdagen, den direkt folkvalda parlamentariska församlingen i Förbundsrepubliken Tyskland, erkände folkmordet på assyrier/syrianer/kaldéer den 2 juni 2016.
Vatikanen erkände folkmordet på assyrier/syrianer/kaldéer den 12 april 2015.
Österrike erkände folkmordet på assyrier/syrianer/kaldéer den 22 april 2015.
Det flamländska parlamentet i Belgien erkände folkmordet på assyrier/syrianer/kaldéer den 23 april 2015.
Den australiska delstaten New South Wales (NSW) erkände officiellt folkmordet på assyrier/syrianer, den 8 maj 2013.
De tre senaste guvernörerna i delstaten New York har officiellt erkänt det assyrisk-syrianska folkmordet.
Kaliforniens huvudstad Sacramento har erkänt den 7 augusti som en minnesdag för de syrianska martyrerna.
International Association of Genocide Scholars (IAGS), världens ledande auktoritet inom forskningen om folkmord, har officiellt erkänt folkmordet på assyrier/syrianer.
Ett 60-tal världsledande folkmordsforskare undertecknade ett upprop våren 2008 som bland annat löd: "Idag är informationen om folkmordet på armenier, assyrier och pontiska greker så omfattande att ingen seriös politiker med hedern i behåll kan hänvisa till bristande forskning som ursäkt för att inte erkänna det brott som begåtts. "Undertecknarna av detta dokument anser inte att det finns någon tvekan om att massakrerna på de kristna och andra minoriteterna i det osmanska imperiet under första världskriget var ett folkmord."
Den ortodoxa organisationen "The Interparliamentary Assembly on Orthodoxy" (I.A.O.) erkände det assyrisk-syrianska folkmordet juni år 2011.

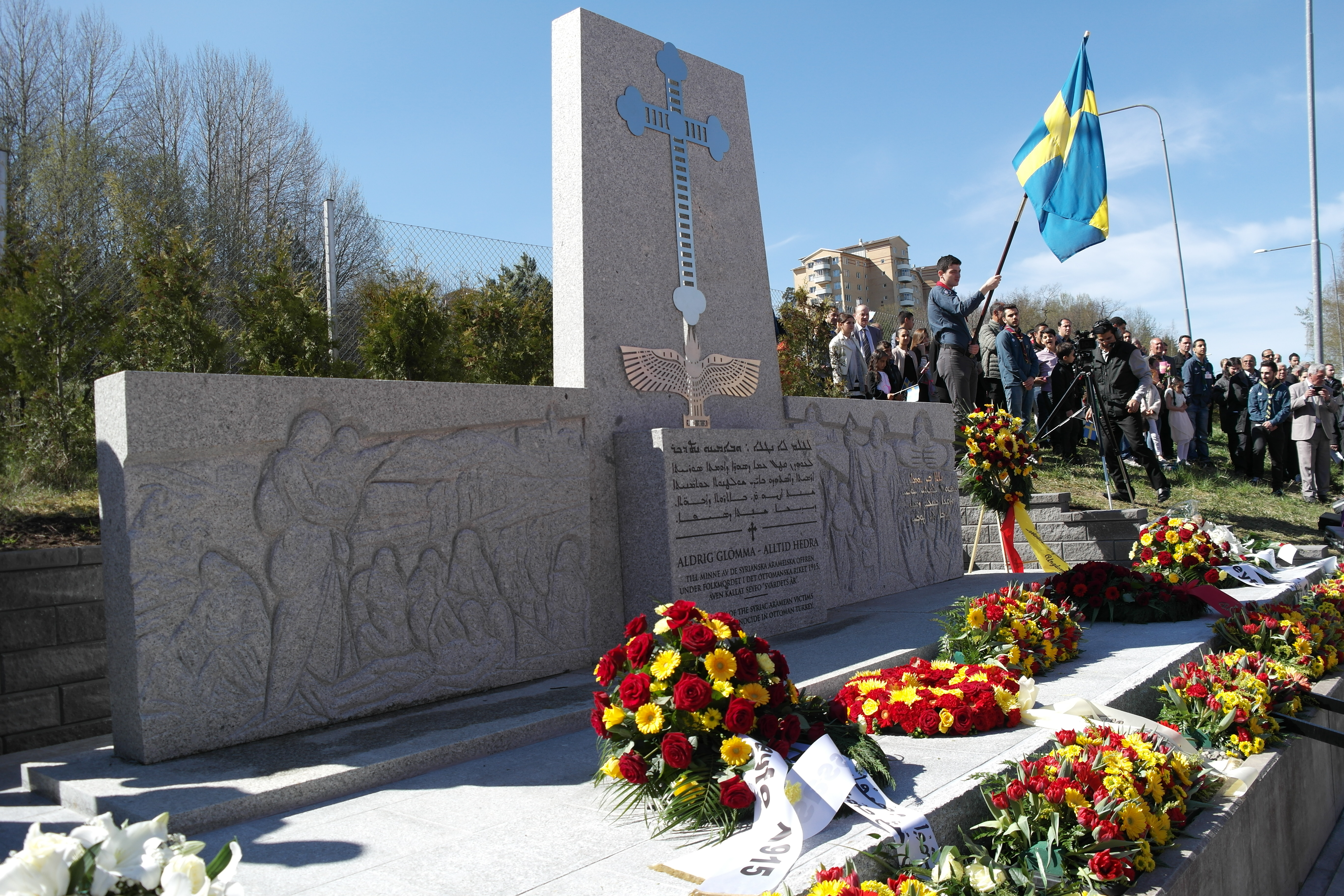
Minnesmärke i Stockholm över folkmordet.

### Minnesmärken
Minnesmärken för det assyrisk-syrianska folkmordets offer, har uppförts i städerna Los Angeles, Chicago, Grafton och Columbia i USA, i St. Petersburg, Ryssland, Sydney, Australien, Jerevan, Armenien, Botkyrka, Jönköping och Örebro, Sverige, tre i Paris, Frankrike, Qamishli och Damaskus, Syrien, Aten, Grekland, Kiev, Ukraina, Diyarbakir, Turkiet, Liege och Bryssel, Belgien och i Locarno, Schweiz. Ett monument för Captain Robert Kenneth Nicol MC har uppförts i Nya Zeeland. Han mördades av turkarna, när trupper från Nya Zeeland och Australien räddade 60 000 assyrier/syrianer från att mördas av turkarna.

#### Minnesmärken i Sverige
I Sverige invigdes ett det första minnesmonument i Sankt Petrus och Sankt Paulus-kyrkan i Hallunda söndagen den 26 april 2015. Monumentet dedikerades de syrianska offren som föll offer under folkmordet. Bland talarna fanns Sveriges energiminister Ibrahim Baylan, Serbiens ambassadör i Sverige Dr Dušan Crnogorčević, Syriens ambassadör, representanter från den armeniska och libanesiska ambassaden i Stockholm, samt flertalet riksdags- och europaparlamentariker däribland Lars Adaktusson (kd) och Robert Halef (kd). Liberala ungdomsförbundet representerades av sin ordförande Linda Nordlund.
Den 29 maj 2015 invigdes ett Seyfo monument i St:a Maria kyrkan i Örebro av den Syrisk-ortodoxa  Patriarken Ignatius Aphrem II och kommunsfullmäktige i Örebro Agneta Blom.
Den katolska kyrkan representerades av biskop Anders Arborelius och flertalet representanter från svenska kyrkan fanns på plats. Botkyrka kommun representerades av bland annat Katarina Berggren (S) ordförande i Botkyrkas kommunstyrelse. Evenemanget sändes live i över 80 länder via tv-kanalen Suryoyo Sat.

##### Polisanmälan och stämning

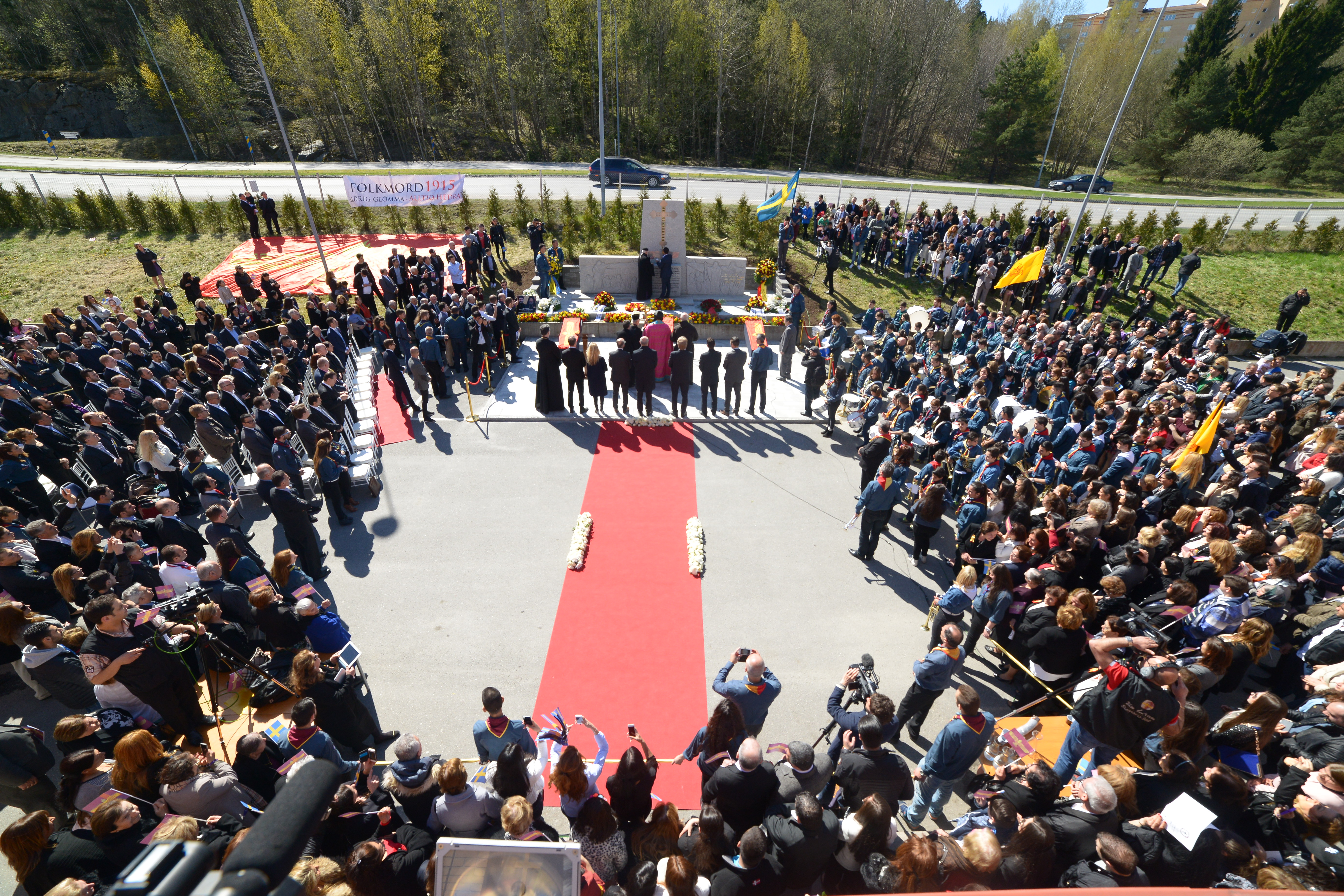
Invigning av minnesmärke i St Petrus och Paulus syrisk-ortodoxa kyrka i Botkyrka

Islamiska kulturföreningen i Bredäng gjorde en polisanmälan och krävde ett skadestånd från kyrkan på en miljon kronor för att kyrkan hade hängt upp banderoller, under invigningen av minnesmonumentet, som de känt sig kränkta av. På banderollerna stod texten ”genom att fördöma det tidigare, kunde vi kanske ha förhindrat det senare”. Detta hänvisar till hur man möjligtvis kunde ha förhindrat förintelsen under andra världskriget om man fördömt folkmordet, som ägde rum tidigare under samma århundrade.
Islamiska kulturföreningen i Bredäng är anslutna till Svenska Diyanet-Stiftelsen som är en stiftelse med säte i Huddinge, och som utbildar imamer och driver moskéer och bönelokaler i Skandinavien. Diyanet har fått direkt stöd att göra detta av den turkiska staten (2019).

## Massakrer under det sena Osmanska riket
Assyrier/syrianer var inte en lätt grupp att deportera, eftersom de, liksom sina kurdiska grannar, var beväpnade.
| Kristna populationen i Diyarbakır före och efter första världskriget |                     |                          |          |                           |
|                                                                      | Samfund             | Före första världskriget | Försvann | Efter första världskriget |
| Armenier                                                             | Gregorianer         | 60 000                   | 58 000   | 2 000                     |
| Armenier                                                             | Katoliker           | 12 500                   | 11 500   | 1 000                     |
| Assyrier/syrianer                                                    | Kaldeiska katoliker | 11 120                   | 10 010   | 1 110                     |
| Assyrier/syrianer                                                    | Syriska katoliker   | 5 600                    | 3 450    | 2 150                     |
| Assyrier/syrianer                                                    | Syrisk-ortodoxa     | 84 725                   | 60 725   | 24 000                    |
|                                                                      | Totalt              | 173 945                  | 143 685  | 30 260                    |

| Kristna befolkningen i Mardin före och efter första världskriget |                     |                          |          |                           |
|                                                                  | Samfund             | Före första världskriget | Försvann | Efter första världskriget |
| Armenier                                                         | Katoliker           | 10 500                   | 10 200   | 300                       |
| Assyrier/syrianer                                                | Kaldeiska katoliker | 7 870                    | 6 800    | 1 070                     |
| Assyrier/syrianer                                                | Syriska katoliker   | 3 850                    | 700      | 3 150                     |
| Assyrier/syrianer                                                | Syrisk-ortodoxa     | 51 725                   | 29 725   | 22 000                    |
|                                                                  | Totalt              | 73 945                   | 49 875   | 24 070                    |

### På engelska
- Joel Euel Werda. The Flickering Light of Asia: Or, the Assyrian Nation and Church
- Abraham Yohannan The Death of a Nation: Or, The Ever Persecuted Nestorians Or Assyrian Christians ISBN 0-524-06235-8
- Salahi Ramadan Sonyel (2001). The Assyrians of Turkey: Victims of Major Power Policy. Turkish Historical Society Printing House. ISBN 975-16-1296-9. OCLC 49378769. http://books.google.com/books?id=YAvgAAAACAAJ
- W. A. Wigram (2002). The Assyrians and Their Neighbours. Gorgias Press. ISBN 1-931956-11-1. OCLC 49825930. http://books.google.com/books?id=LnpIkgiKUhYC&printsec=frontcover
- Prof. David Gaunt (2006). Massacres, resistance, protectors: Muslim-Christian relations in Eastern Anatolia during World War I. New Jersey: Gorgias Press. ISBN 1-59333-301-3. OCLC 85766950. http://books.google.com/books?id=4mug9LrpLKcC&printsec=frontcover
- Ronald Sempill Stafford (2006). The Tragedy of the Assyrians. Gorgias Press. ISBN 1-59333-413-3. OCLC 173087158. http://books.google.com/books?id=LSzuzsRh37gC&printsec=frontcover
- Ninos Warda "Seyfo: The Assyrian Genocide in International Law" England: Firodil Publishing House, 2005. ISBN 0-9547114-1-6
- Assyrian Genocide 1915 SEYFO: Genocide, Denial and the Right of Recognition. Enschede: SEYFO Center, 2007. ISBN 91-972351-2-1
- Rosie Malek-Yonan The Crimson Field USA: Pearlida Publishing, 2005. ISBN 0-9771873-4-9
- Yacoub Joseph, The Assyrian question, Ed. Alpha Graphic, Chicago 1986, republished 2003; Year of the Sword, The Assyrian Christian Genocide, A History, Hurst Publisher, 2016.

### På svenska
- Anna Melle. Fyra kvinnor under Svärdets år. Bromma, Stockholm: Megilla-Förlaget, 2009. ISBN 978-91-89340-39-8
- Bahdi Ecer. I fikonträdets skugga. Uppsala: Uppsala Universitet, 1991. ISBN 91-86624-44-X
- Behcet Barsom. Såld för en höna - En vittnesberättelse av och om Hana. Örebro, 2007.
- Bertil Bengtsson. Svärdets år. Om folkmordet på de kristna i Turkiet 1894-1922. Södertälje: Syrianska Riksförbundet i Sverige, 2004. ISBN 91-631-5135-9
- Besim Aydin. Med döden som skugga - En roman om den turkiska provinsen TurAbdin. Arjovi Förlag, 2006. ISBN 91-631-8584-9
- Gabriele Yonan. Det okända folkmordet på assyrier. Stockholm: Bokförlaget Darbo, 1998. ISBN 91-973355-0-9
- Gabriele Yonan. Den glömda förintelsen av assyrierna i Turkiet. Jönköping: Assyriska Riksförbundet i Sverige, 2004. ISBN 91-971504-0-1
- Fehmi BarGello. Seifo (1914): Trakasserier & folkmord i Tur-Abdin. Jönköping: Ashurbanibals tryckeri, 2000. ISBN 91-631-0157-2
- Fr. Ishaq Bar-Armalto. De kristnas hemska katastrofer: Osmanernas och ung-turkarnas folkmord i norra Mesopotamien 1895 / 1914-1918. Södertälje: Nsibin Förlag, 2005. ISBN 91-88328-46-5
- Fr. Jacques Rhétoré. Turkarnas heliga krig mot kristna i norra Mesopotamien 1915. Södertälje: Nsibin Förlag, 2008. ISBN 9188328-49-X
- Carlsson, Janne (2014). Tiga kan jag inte: Alma och Armenierna. Skellefteå: Artos. Libris 17094841. ISBN 9789175807287
- Jozef Nacim. Turkarnas folkmord på assyrier-kaldéer och armenier. Södertälje: Nsibin Förlag, 2003. ISBN 91-88328-43-0
- Fr. Suleyman Hinno. Massakern på syrianerna i TurAbdin 1914-1915. Örebro: Syrianska Riksförbundet i Sverige, 1998. ISBN 91-630-6496-0
- Svante Lundgren. I svärdets tid: Det osmanska folkmordet på kristna minoriteter. Finland: Sahlgrens förlag AB, 2009. ISBN 978-951-9016-72-6
- Yonan Hermez Shahbaz. Islams vrede - En redogörelse om turkarnas massakrer på kristna i Persien 1915-18. Södertälje: Nsibin Förlag, 2003. ISBN 91-88328-44-9
- Courtois, Sebastien (2016). Det glömda folkmordet : österns kristna, de sista araméerna. Syrisk Ortodoxa kyrkans ungdomsförbund SOKU. Libris 19215690. ISBN 9789198247046. Läst 7 mars 2016

### På syriska
- Koṯube suryoye d-Ţurcabdin [Antologi]. Mimdre d-cal Sayfe da-sbal mšiẖoye b-Turkiya men šnaṯ 1714-1914. Holland: Mor Afrem-klostret, 1981.
- Fr. Suleyman Hinno. Gunẖe d-suryoye d-Ţurcabdin. Holland: Bar Hebraeus Verlag, 1987. ISBN 90-5047-007-6
- Cbed-Mšiẖo Nëcman d-Qarabaš. Dmo zliẖo. Augsburg: Assyriska Demokratiska Organisationen, 1997. ISBN 3-931358-01-1
- Biskop Isroyel Odo. Maktbonuṯo: Cal rdufye da-kristyone d-Merdo wa-d-Omid w-da-Scerd wa-d-Gozarto w-da-Nsibin da-hwo šnaṯ 1915. Jönköping: Assyriska Riksförbundet i Sverige, Ashurbanibals tryckeri, 2004. ISBN 91-88426-29-7
- Jan Beth-Sawoce. Sayfo b-Ţurcabdin. Södertälje: Nsibin Förlag, 2006. ISBN 91-88328-45-7

### På turkiska
- Prof. David Gaunt "Katliamlar, Direnis, Koruyucular" (Istanbul: Belge yayınları, 2007) ISBN 975-344-387-0